# 32비트 컴퓨팅
컴퓨터 구조에서 32비트 정수, 메모리 주소, 다른 데이터 장치들은 32 비트 너비의 영역을 갖는다. 또, 32비트 CPU, ALU 구조는 이러한 크기의 레지스터, 주소 버스, 데이터 버스에 기반을 두고 있다.
32비트는 또한 중앙 처리 장치의 버스(BUS)가 32비트 단위로 자료를 전송하는 컴퓨터 세대를 가리키기도 하며 이를 32비트 컴퓨터라고도 부른다.
32비트에 저장할 수 있는 정수 값의 범위는 0부터 4,294,967,295, 또는 −2,147,483,648부터 2,147,483,647까지이다. (2의 보수 변환 사용시) 그러므로 32비트 메모리 주소를 갖는 프로세서는 바이트 어드레싱을 할 수 있는 4 GB 메모리에 접근할 수 있다.
외부 주소와 데이터 버스는 32비트보다 크지만 프로세서에서 내부적으로 32비트로 처리한다. 이를테면 펜티엄 프로 프로세서는 32비트 기기이지만 외부 주소 버스는 36비트가 되며 외부 데이터 버스는 64비트가 된다.

## 구조
잘 알려져 있는 32비트 프로세서는 인텔 80386, 인텔 80486, 펜티엄 시리즈, 모토로라 68000 시리즈가 있다. 모토로라 68000는 외부적으로 16비트이지만 32비트 일반 목적의 레지스터, 산술 장치를 가지고 있으며 모든 32비트 소프트웨어와 상위 호환된다.

## 그림
디지털 사진에서 32비트는 8비트 알파 채널이 포함된 24비트 트루컬러를 가리킨다.

## 32비트 파일 포맷
32비트 파일 포맷은 각 기초 정보가 32비트 (또는 4 바이트)로 정의되어 있는 이진 파일 포맷이다. 강화 메타파일 포맷을 예로 들 수 있다.

## 같이 보기
- 16비트, 16비트 응용 프로그램
- 32비트 응용 프로그램
- 64비트